# Menjagrà bru
El menjagrà bru (Asemospiza obscura) és un ocell de la família dels tràupids (Thraupidae).

## Hàbitat i distribució
Habita la selva pluvial, brossa, bosc obert i terres de conreu de les terres baixes des de l'oest, centre i nord-est de Colòmbia i nord-oest de Veneçuela cap al sud, per l'oest dels Andes, fins l'oest del Perú i des del nord del Perú, cap al sud, per l'est dels Andes fins al centre i sud de Bolívia i nord-oest de l'Argentina.